# Nashwauk (Minnesota)
Nashwauk – miasto w Stanach Zjednoczonych, w stanie Minnesota, w hrabstwie Itasca.